# Laetitia Tonye Loe
Laetitia Tonye Loe est une féministe camerounaise et experte en violence basée sur le genre. Fondatrice et présidente de l'Association Parler d'Elles, elle est née le 16 mars 1991. Elle est l'auteure d'un essai, Dans la tête d'une femme et d'un film documentaire, Les Prisonnières du silence.

## Biographie

### Activisme
Laetitia Tonye Loe se fait d'abord connaître à travers sa carrière d'animatrice radio et de responsable communication pour des centres culturels et festivals. En octobre 2018, Laetitia Tonye Loe démissionne de son poste de directeur de clientèle pour se consacrer à ses projets artistiques et la lutte pour les droits de la femme et la jeune fille. En juin 2020, elle fonde l'Association Parler D'Elles.  
Elle a également mène diverses actions dont la réalisation d'un documentaire intitulé Les Prisonnières du silence sorti à la date symbolique du 8 mars 2019. Ce film de 52 minutes a été réalisé avec la collaboration de l'Association de lutte contre les violences faites aux femmes (ALVF), co-fondée par Aissa Doumara, ayant pour mission la sensibilisation de proximité auprès des femmes et filles victimes d'abus sexuels.
Le documentaire Les Prisonnières du silence donne la parole à des femmes qui ont longtemps gardé le silence sur les violences conjugales et viols dont elles ont été victimes. Dans ce film, Laetitia Tonye Loe révèle avoir été victime de tentative de viol et avoir gardé le silence à la suite du traumatisme vécu. Ce film sort dans un contexte marqué par les actions du mouvement #MêmePasPeur présenté comme le #MeTooAfricain.
Laetitia Tonye Loe publie son premier livre Dans la tête d'une femme le 24 juin 2019. L'ouvrage est une sorte de conversation intime qui révèle les pensées profondes des femmes sur des sujets tels que : la sexualité, l'argent dans le couple, l'infidélité, etc. Entre 2020 et 2022, Laetitia Tonye Loe travaille comme experte  avec ONU Femme Afrique et ONU Femme France.
En 2021, l'activiste et son organisation mène un plaidoyer auprès des collectivités territoriales sur l'égalité des genres en Afrique afin qu'un article spécifique sur la protection des filles et des femmes soit intégré dans la charte des collectivités territoriales. 
Le 4 avril 2022, elle est choisie avec 14 autres africains comme membre de la société civile africaine dans le cadre de The Spotlight Initiative Africa Regional Programme mis en place par l'Union Africaine en vu d'éliminer les violences faites au femmes en Afrique. À travers Parler D'Elles, Laetitia Tonye Loe travaille sur des programmes de bien-être et d'autonomisation, l'égalité et la coopération en francophonie, la santé et la protection de la femme et la jeune fille.
Le 28 septembre 2023, elle a publié un article d'analyse sur l'impact du leadership féminin dans la lutte contre les maladies sur le site internet de Aidspan, une ONG internationale connue comme observateur indépendant du Fonds mondial de lutte contre le Sida, la tuberculose et le paludisme. Dans cet article, elle relève que: Les retards dans l'autonomisation des femmes constituent des barrières à l'efficacité des programmes de lutte contre plusieurs maladies endémiques, notamment le paludisme.